# Josef Susa
Josef Susa (20. února 1902 – ) byl český meziválečný fotbalista, záložník.

## Fotbalová kariéra
V československé lize hrál v letech 1925-1927 za Nuselský SK. Nastoupil ve 21 ligových utkáních a dal 2 góly.

## Ligová bilance
| Ročník                                       | Zápasy | Góly | Klub        |
| -------------------------------------------- | ------ | ---- | ----------- |
| Asociační liga 1925                          | 7      | 0    | Nuselský SK |
| Středočeská 1. liga 1925/1926                | 12     | 2    | Nuselský SK |
| Kvalifikační soutěž Středočeské 1. ligy 1927 | 2      | 0    | Nuselský SK |
| CELKEM                                       | 21     | 2    |             |